# Карми-Меламед, Ада
Ада Карми-Меламед (ивр. עדה כרמי-מלמד‎; род. 24 декабря 1936, Тель-Авив, Палестина) — израильский архитектор и педагог, автор проектов здания Верховного суда Израиля, учебных корпусов Междисциплинарного центра в Герцлии, туристического центра парка Рамат-ха-Надив (Зихрон-Яаков), мастер-планов Университета имени Бен-Гуриона, Открытого университета Израиля и Института иудаики имени Шехтера. Лауреат Премии Израиля в области архитектуры (2007).

## Биография
Родилась в 1936 году в Тель-Авиве в семье Дова и Хаи Карми (урождённой Маклев). Отец — архитектор, уроженец Одессы и выпускник факультета архитектуры и инженерии Гентского университета (Бельгия), в будущем первый лауреат Премии Израиля в области архитектуры. Старший брат Рам Карми (1931—2013), также стал архитектором и удостоился Премии Израиля.
По окончании средней школы проходила военную службу в подразделениях «НАХАЛЬ». С 1956 по 1959 года училась в Школе архитектуры Архитектурной ассоциации в Лондоне. Вернулась в Израиль, намереваясь продолжить учёбу в США, однако из-за смерти отца осталась в Израиле и завершила получение первой степени по архитектуре в Технионе (Хайфа) в 1961—1962 годах, там же получила степень магистра в 1963 году. В 1961 году вышла замуж за Амоса Меламеда; в этом браке позже родились дочери Михаль и Яэль и сын Гур.
С 1962 года вместе с братом работала в архитектурном бюро отца. В 1964 году Рам и Ада открыли собственную фирму. В 1967 году Карми-Меламед вместе с семьёй перебралась в США, где прожила до 1986 года. Работала в Нью-Йорке в архитектурном бюро Ромальдо Джурголы, затем в бюро Ричарда Майера. С 1969 года по приглашению Джурголы преподавала архитектуру в Колумбийском университете (Нью-Йорк), с 1972 по 1982 год занимала профессорскую должность, была также приглашённым лектором в Йельском и Пенсильванском университете. В годы проживания в США получила три исследовательских гранта от Национального фонда искусств, результатом стали работы по архитектуре Второй авеню Нью-Йорка (1975), транспортной системе и архитектуре Лонг-Айленд-Сити (1976—1977) и архитектуре подмандатной Палестины (1984). Параллельно с преподаванием и исследовательской работой открыла собственное бюро в Нью-Йорке, занимавшееся в основном проектировкой интерьеров и городским планированием. Исследование Второй авеню легло в основу разработанного Карми-Меламед мастер-плана по её реконструкции, предусматривавшего прокладку линии метрополитена (этот план не был реализован, но отдельные его положения были использованы для изменений в городском законодательстве Нью-Йорка).

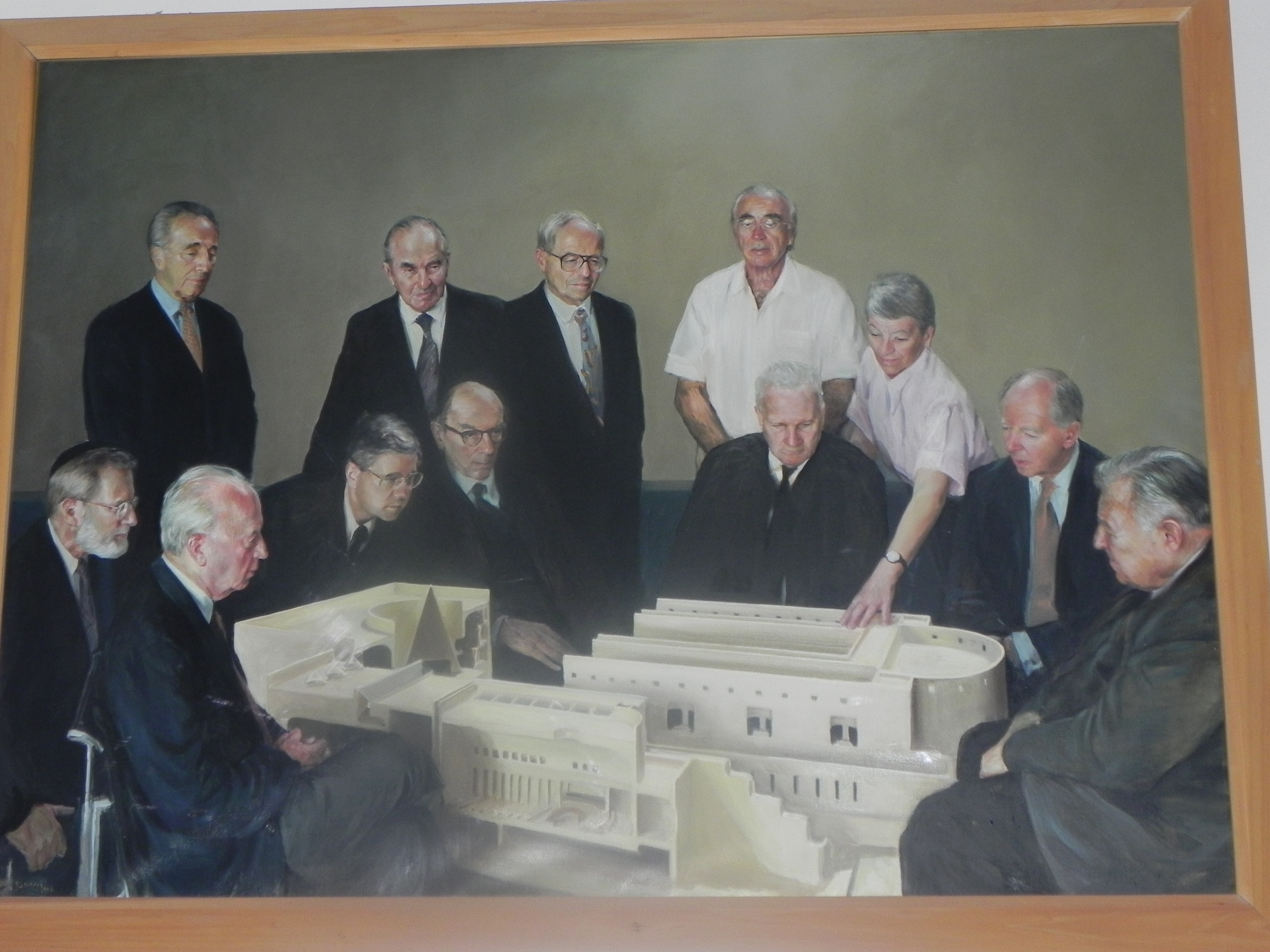
Рам и Ада Карми (в белых рубашках) демонстрируют модель здания Верховного суда, картина 1992 года

В начале 1980-х годов сын Ады Карми-Меламед вернулся в Израиль, где был мобилизован в АОИ и принял участие в Ливанской войне. Желание быть рядом с сыном заставило архитектора постепенно сократить практику в США и в 1984 году вернуться в Израиль, где она возобновила сотрудничество со старшим братом. В 1986 году они стали участниками международного конкурса на лучший проект здания Верховного суда Израиля и завоевали на нём первую премию. Проектировка и строительство комплекса заняли около восьми лет, Рам и Ада полностью спроектировали его интерьеры, экстерьер и ландшафтную архитектуру, включая пешеходный мост и аллеи. Эти аллеи, одна из которых ведёт к зданию кнессета, а вторая проходит перпендикулярно ей, делят комплекс Верховного суда на отдельные части, каждая из которых обладает собственным стилем, основанным на отдельной архитектурной традиции.
В дальнейшем значительную часть работы Карми-Меламед составляло проектирование научно-образовательных комплексов. Так, в 1996 году она стала автором мастер-плана Университета имени Бен-Гуриона в Беэр-Шеве и в дальнейшем спроектировала ряд его корпусов. Она также стала автором проектов двух факультетских зданий Междисциплинарного центра в Герцлии (ныне Университет имени Райхмана), нового студенческого городка Открытого университета Израиля в Раанане и кампуса образовательно-культурного центра «Бейт Ави-Хай» в Иерусалиме, включающего комплекс Института иудаики имени Шехтера. Другие её проекты включают производственный комплекс компании «Тева» в Рамат-Ховаве (Негев) и ряд жилых комплексов, при строительстве которых особое внимание уделяется ландшафтному дизайну. Два проекта Карми-Меламед в 2010-е годы были связаны с площадью Западной стены в Иерусалиме: в 2016 году она спроектировала расширение исторического центра поддержки неимущих «Бейт-Штраус», а к 2020 году должно было завершиться строительство нового центра посетителей «Бейт ха-Либа». Эти проекты стали предметом общественной дискуссии, что было вызвано особым археологическим, религиозным и культурным значением Храмовой горы и прилегающих территорий для евреев и мусульман.

## Избранные проекты

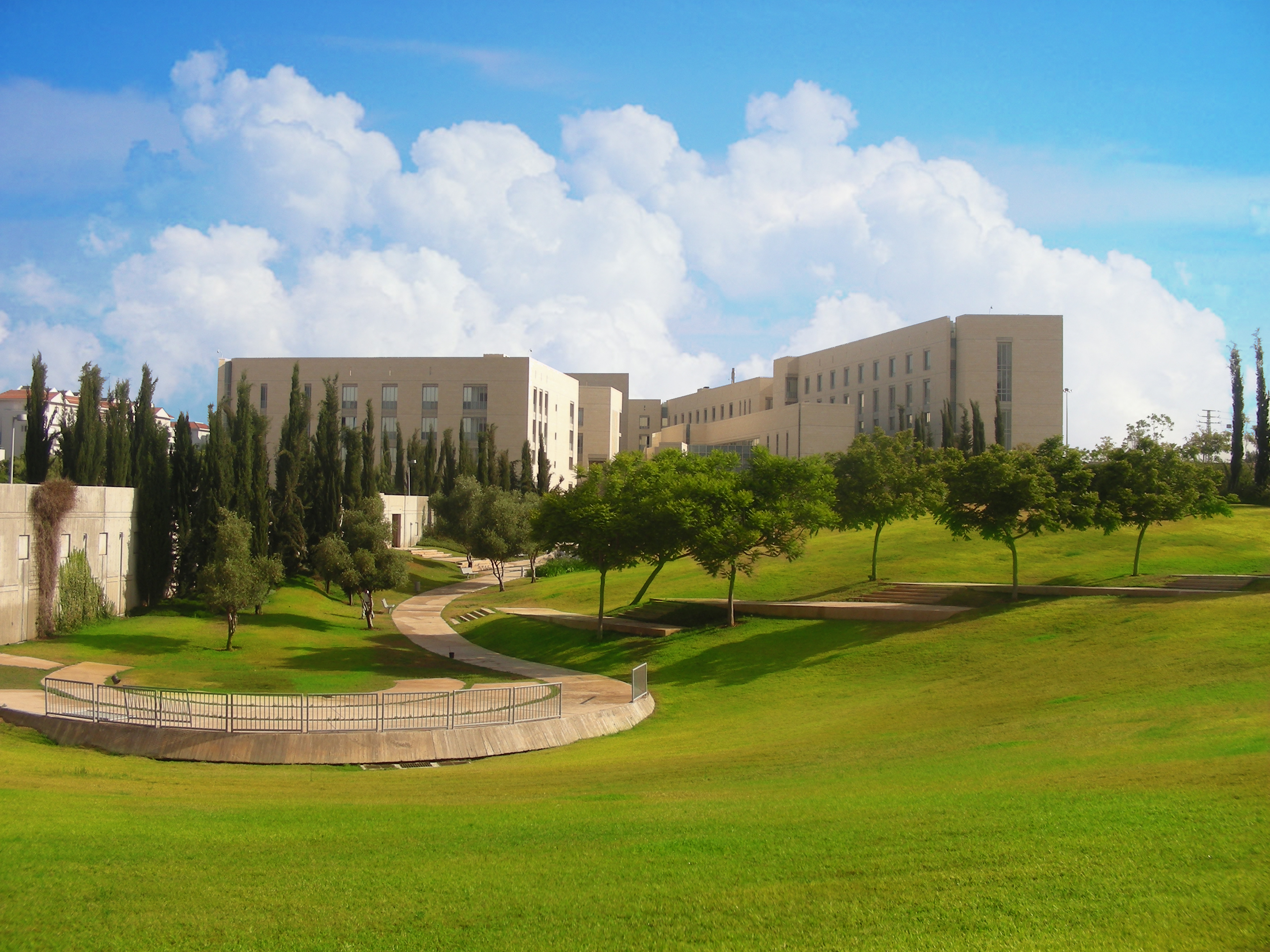
Открытый университет Израиля, Раанана

- 1986—1995 — здание Верховного суда Израиля (Иерусалим, с Рамом Карми)[3]
- 1995 — здание Израильского института демократии (Иерусалим)[3]
- 1996 — мастер-план университетского городка Университета имени Бен-Гуриона (Беэр-Шева)[3]
- 1997 — мастер-план университетского городка Открытого университета Израиля (Раанана)[3]
- 1998 — проект расширения музея искусств в Эйн-Хароде[3]
- 1999 — здание школы наук о здоровье, Университет имени Бен-Гуриона[3]
- 2001 — здание факультета биологии, Университет имени Бен-Гуриона[3]
- 2004 — здание школы медицинских профессий, Университет имени Бен-Гуриона[3]
- 2004 — наземный терминал аэропорта имени Бен-Гуриона (с Рамом Карми)[3]
- 2004 — жилой комплекс «Рова Лев-ха-Ир» (Тель-Авив)[2]
- 2005 — здания школы государственного управления, политики и дипломатии и школы делового администрирования, Междисциплинарный центр в Герцлии[2]

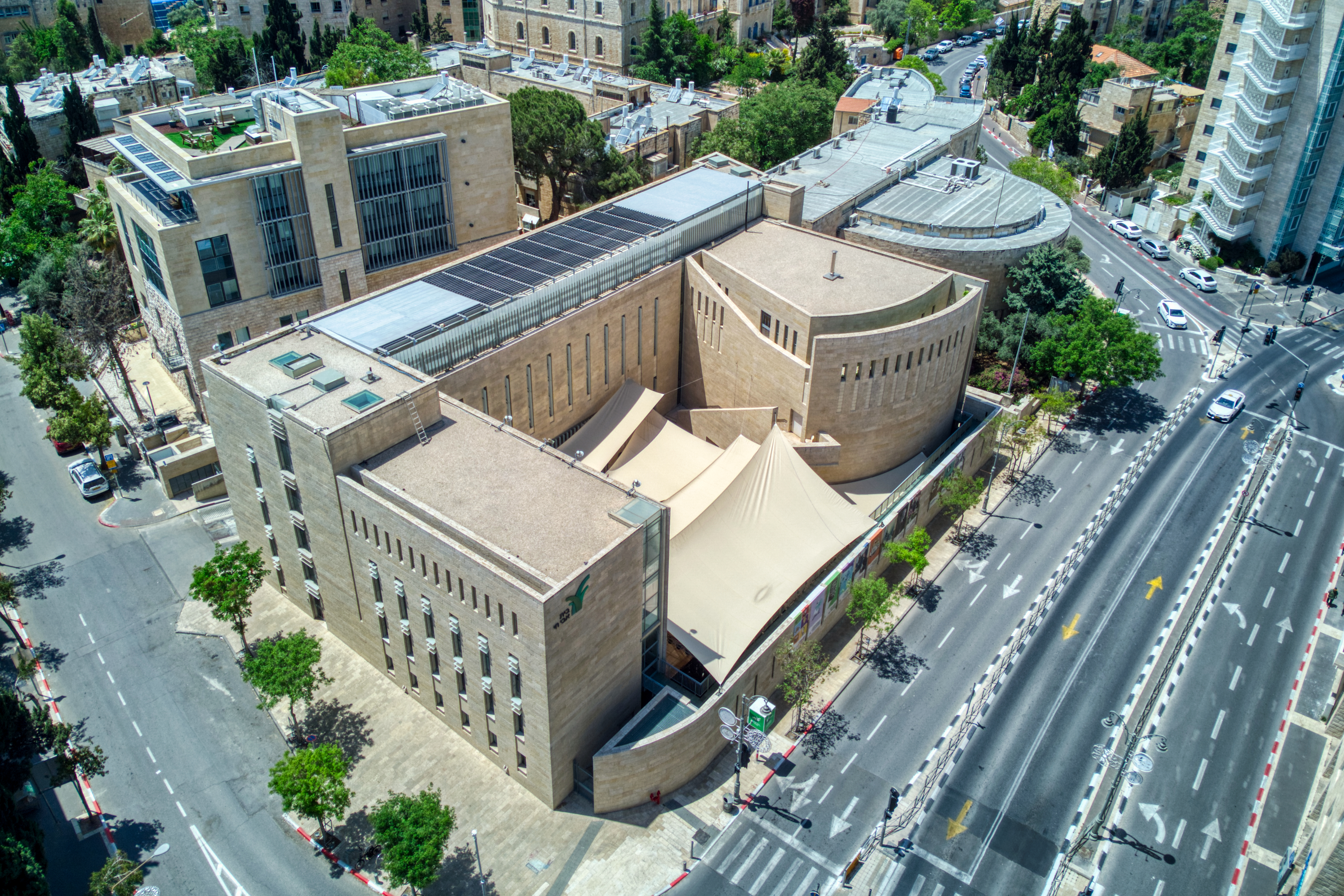
«Бейт Ави-Хай»

- 2006 — образовательно-культурный центр «Бейт Ави-Хай» (Иерусалим)[2]
- 2006 — мастер-план Института иудаики имени Шехтера (Иерусалим)[2]
- 2006 — учебные и административные здания, библиотека и синагога, Открытый университет Израиля[3]
- 2010 — центр посетителей, парк «Рамат-ха-Надив» (Зихрон-Яаков)[2]
- 2011 — производственный центр компании «Тева» (Рамат-Ховав)[2]
- 2011 — учебное здание, Институт имени Шехтера[2]
- 2016 — расширение социального центра «Бейт-Штраус» (Иерусалим)[2]
- 2020 — центр посетителей площади Западной стены «Бейт ха-Либа» (Иерусалим)[2]
- 2021 — музыкальный центр «Кешет Эйлон» (кибуц Эйлон)[2].

## Признание заслуг

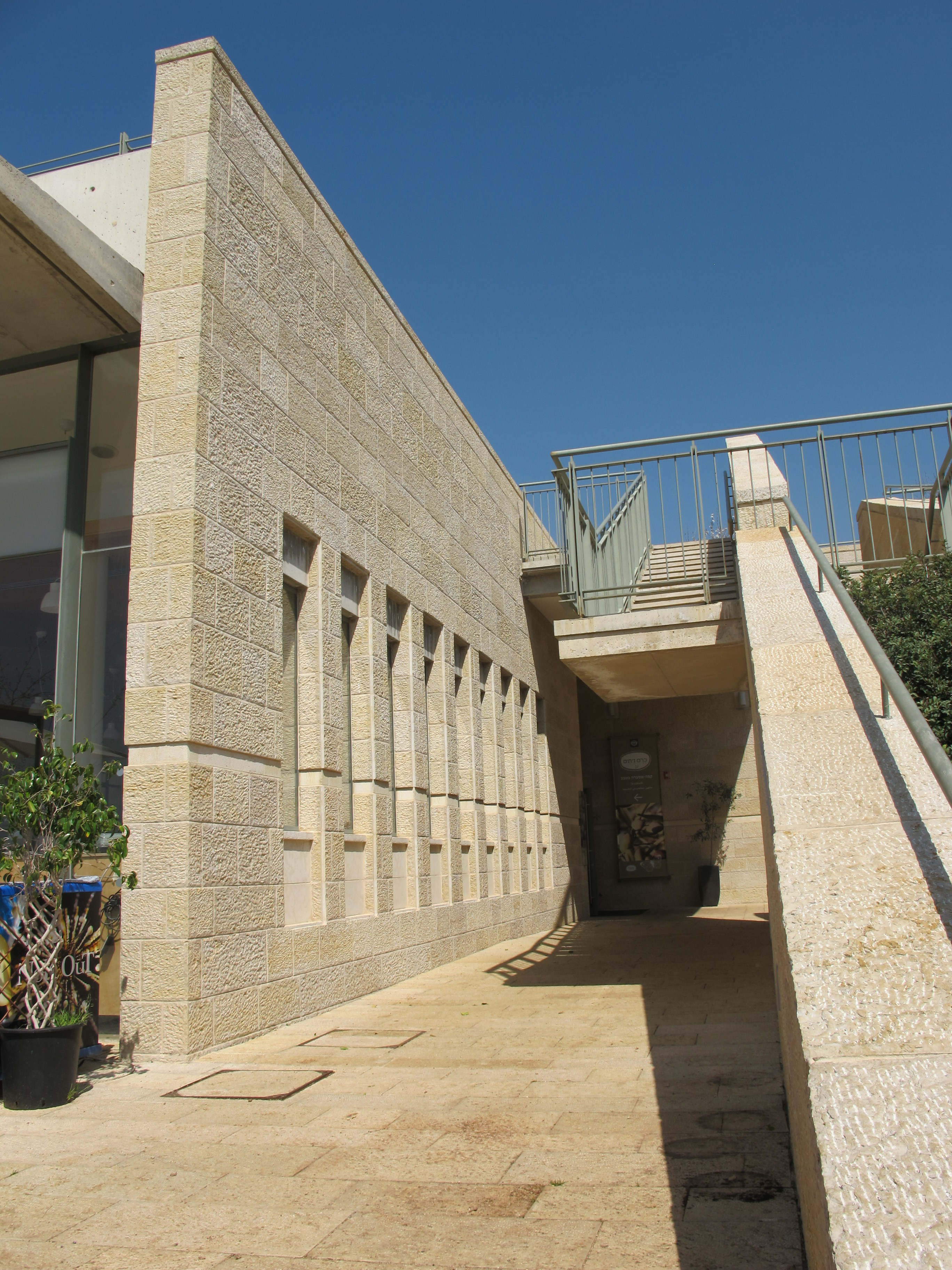
Центр посетителей парка «Рамат ха-Надив»

В 2007 году Ада Карми-Меламед стала лауреатом Премии Израиля в области архитектуры, уже третьим в семье Карми после отца (1957) и старшего брата (2002). Судьи, обосновывая присвоение премии, указывают на глубокое понимание архитектором исторических и культурных аспектов общественного значения архитектуры, умелое применение простых местных материалов, простой и строгий стиль, избегающий вторжения в личное пространство. Судьи отметили в качестве наиболее удачных проектов Карми-Меламед спроектированный вместе с братом Рамом Верховный суд Израиля, кампус Открытого университета Израиля, факультетские здания Университета имени Бен-Гуриона, комплекс «Бейт Ави-Хай» и ряд частных жилых проектов.
Творчество Карми-Меламед отмечено также премией «Хадасса», предназначенной для выдающихся архитекторов-женщин (2000), дизайнерской премией за синагогу Открытого университета (2005), премией имени Рехтера за факультетские здания Междисциплинарного центра в Герцлии (2005) и премией «Магшим Исраэль» за центр посетителей парка «Рамат ха-Надив» в Зихрон-Яакове (2010). Это сооружение, спроектированное с учётом новейших требований к экологической самодостаточности, стало первым в стране, получившим высшую оценку за экологичность от Израильского института стандартов и американский сертификат LEED за зелёное строительство.